# 川瀬裕斗
川瀬裕斗（かわせ ゆうと、1997年1月22日 - ）は、日本の俳優。東京都出身。血液型O型。オフィスキリンジ所属。

## 人物
- 趣味は、サッカー、カード集め、ゲーム、パソコンである。
- 特技は、ピアノ、水泳。

野球

## 主な作品

### テレビ
- 魔弾戦記リュウケンドー（2006年）ダイ 役
- 超星艦隊セイザーX 安藤拓人（5歳時） 役
- ほんとにあった怖い話

### 映画
- 口裂け女 喜多正俊 役

### CM
- 三菱UFJ信託銀行
- 旭化成建材

### スチル
- メグミルク
- キャット
- ミツカン酢